# Josep Rodrigo Pertegàs
Josep Rodrigo Pertegàs (València, 17 de març de 1854 - València, 4 d'abril de 1930) va ser un metge i historiador valencià.

## Biografia
Va estudiar a les Escoles Pies i posteriorment es va llicenciar en Medicina, l'any 1875. Va freqüentar a Santiago Ramón y Cajal, qui el cita en les seues memòries. Ocupà diversos càrrecs mèdics, prestant serveis especials en l'epidèmia de còlera de l'any 1885.
La seua primera obra d'estudi històric va ser sobre la figura del metge valencià Vicent Garcia Salat (1896), a la qual van seguir altres obres sobre història valenciana i història de la medicina, com ara Linneo en España (1907), La judería de Valencia (1913), Antecedentes para la topografía pre-urbana de Valencia (1915), Hospitales de Valencia en el siglo XIV (1925), La morería de Valencia (1925), Lo que hi ha en los protocols notarials de l'època Foral (1926), El mal de bubas en Valencia a mediados del siglo XV (1926) o Boticas y boticarios. Materiales para la historia de la Farmacia en Valencia en la centuria decimoquinta (1928). Tot i això, la major part de la seua obra va quedar inèdita.
Va ser director de número del Centre de Cultura Valenciana, membre de la Reial Acadèmia de Medicina de València i membre corresponent de la Reial Acadèmia de la Història i de l'Acadèmia de Bones Lletres de Barcelona.